# Karolina Tałach

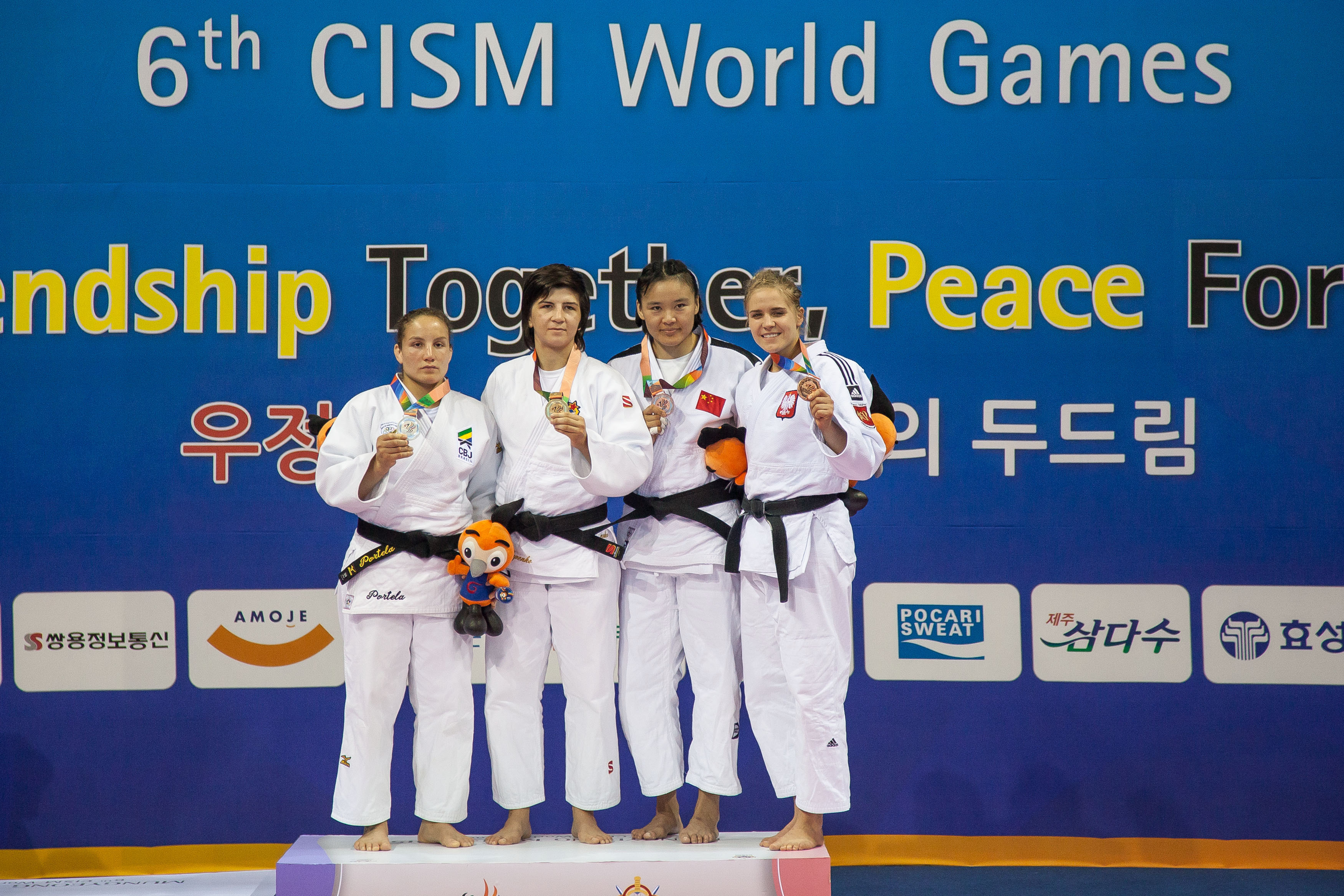
Mungyeong 2015. Od lewej stoją: M.Portela (2), A. Prokopenko (1. m), Y. Zi i K. Tałach (3)

Karolina Tałach (ur. 3 września 1992) – polska judoczka, mistrzyni Polski, wicemistrzyni Uniwersjady (2013), drużynowa wicemistrzyni świata (2015), drużynowa mistrzyni Europy (2016), występująca w kategorii 70 kg. Siostra judoki Tomasza Tałacha.

## Kariera sportowa
Jest zawodniczką Wybrzeża Gdańsk.
W 2013 została brązową medalistką młodzieżowych mistrzostw Europy. Jako seniorka zdobyła wicemistrzostwo Letniej Uniwersjady (2013), brązowy medal mistrzostw Europy (2014), wicemistrzostwo świata (2015), srebrny medal światowych wojskowych igrzysk sportowych (2015) i mistrzostwo Europy (2016) w turnieju drużynowym. Jej największym sukcesem na światowych igrzysk wojskowych jest srebrny medal w turnieju drużynowym i brązowy indywidualnie (Mungyeong 2015).
W 2008 została wicemistrzynią Polski kadetek, w 2010 i 2011 wywalczyła mistrzostwo Polski juniorek, w 2012 brązowy medal młodzieżowych mistrzostw Polski, w 2013 młodzieżowe mistrzostwo Polski. Na mistrzostwach Polski seniorek wywalczyła złoty medal w 2013, srebrne medale w 2011, 2012, 2014 i 2015 (kategoria 70 kg) i brązowy medal w 2012 (kategoria open).